# Рентвертсхаузен
Рентвертсхаузен (нем. Rentwertshausen) — посёлок в Германии, в земле Тюрингия. Входит в состав района Шмалькальден-Майнинген. Подчиняется управлению Грабфельд. Население — 314 чел. Занимает площадь 3,48 км².

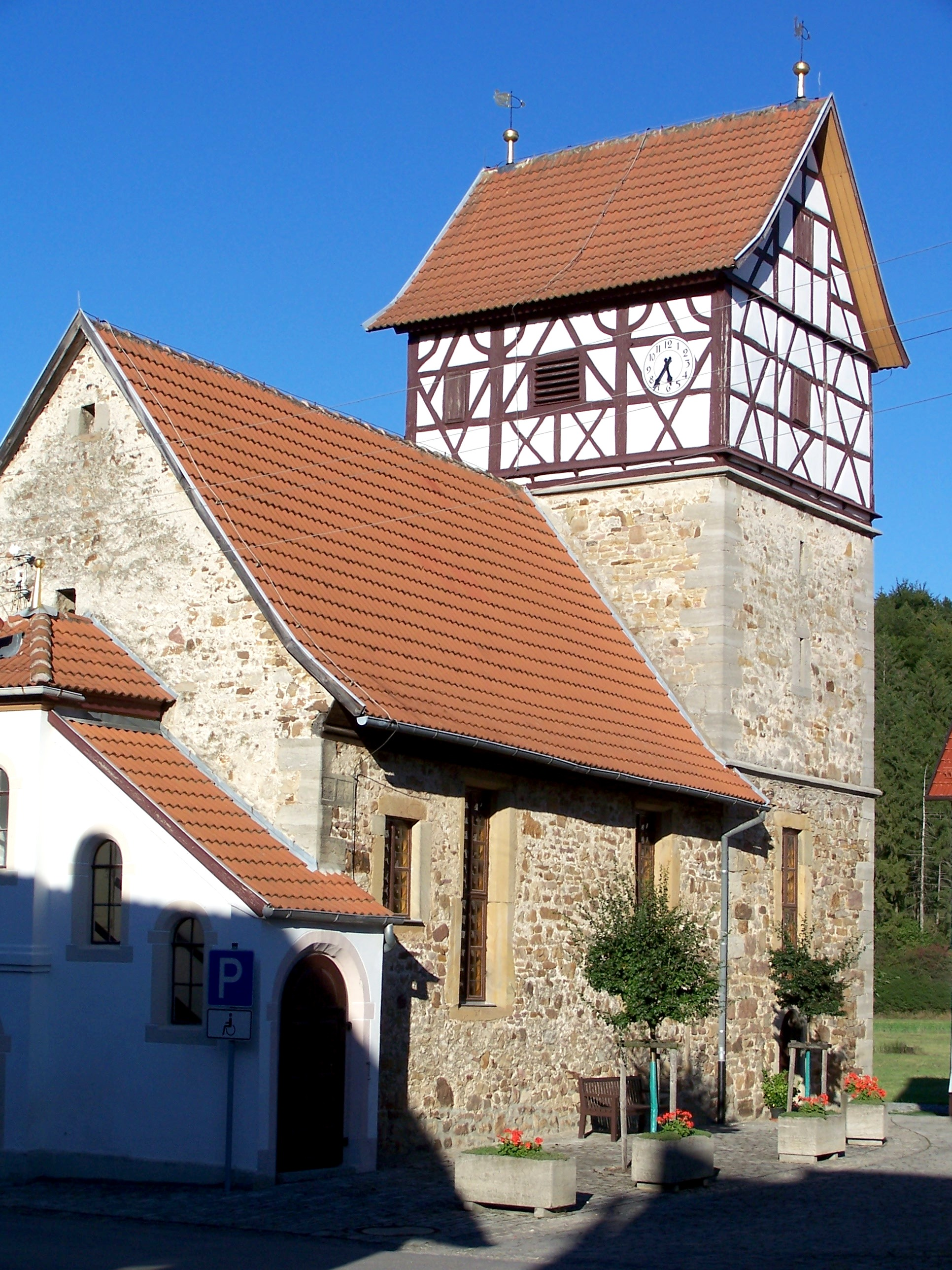
Рентвертсхаузен